# تيريزا لاجو
تيريزا لاجو (بالبرتغالية: Teresa Lago‏) هي عالمة فيزياء فلكية وعالمة فلك برتغالية، ولدت في 18 يناير 1947 في لشبونة في البرتغال.